# EBCDIC 8859
Les jeux de caractères EBCDIC existent en de nombreuses variantes nationales. Parmi celles-ci on trouve les variantes étendues pour supporter de nombreux caractères du jeu de caractères latin n°1, et quelques autres adaptés pour chaque langue.
Historiquement, chacune de ces versions nationales comprenait moins de caractères, car toutes les positions n’étaient pas utilisables. Mais la plupart ont été étendues et offrent de larges sous-ensembles communs les rapprochant davantage du jeu normalisé ISO/CEI 8859-1 (jeu latin n°1) ou ISO/CEI 8859-15 (jeu latin n°9) pour le support du symbole de l’euro et une meilleure prise en compte des caractères propres à chaque langue européenne à écriture latine).

## Liste des pages de code EBCDIC pour le jeu Latin-1
| Pages | Pages | Langues (Pays)                                                                                                   |
| ----- | ----- | --- |
| 037   | 1140  | EBCDIC américain / portugais (Afrique du Sud, Australie, Brésil, Canada, États-Unis, Nouvelle-Zélande, Portugal) |
| 273   | 1141  | EBCDIC allemand (Allemagne, Autriche)                                                                            |
| 277   | 1142  | EBCDIC danois / norvégien (Danemark, Norvège)                                                                    |
| 278   | 1143  | EBCDIC finnois / suédois (Finlande, Suède)                                                                       |
| 280   | 1144  | EBCDiC italien (Italie)                                                                                          |
| 284   | 1145  | EBCDIC espagnol / castillan (Amérique Latine, Espagne)                                                           |
| 285   | 1146  | EBCDIC anglais (Royaume-Uni, Irlande)                                                                            |
| 297   | 1147  | EBCDIC français (France)                                                                                         |
| 500   | 1148  | EBCDIC international (Belgique, Luxembourg, Suisse, ...)                                                         |
| 871   | 1149  | EBCDIC islandais (Islande)                                                                                       |
| 1047  |       | Open Systems (MVS C compiler)                                                                                    |

Notes
- 1re colonne (par exemple 500) : page de code EBCDIC contenant un jeu Latin n°1.
- 2e colonne (par exemple 1148) : page de code similaire, mais dont le signe de devise “¤” est remplacé par le symbole de l’euro “€”.